# Báránypirosító
A báránypirosító (Alkanna), népi nevein: piros ökörnyelv, pirítófű, pirosítófű a borágófélék (Boraginaceae) családjának egyik nemzetsége.

## Származása, elterjedése
Mintegy negyven fajának többsége mediterrán éghajlaton él, de előfordul a trópusokon és a mérsékelt égövben is.

## Megjelenése, felépítése
Apró, durva szőrű fűféle; szára gyakran elterül a földön. Gyöktörzsének fateste sárga, kérge ellenben sötétpiros, ráncos, réteges és csak lazán összefüggő.
Termése csonthéjas.

## Életmódja, élőhelye
Évelő. A meleget és a jó vízvezető talajokat kedveli.

## Felhasználása
Gyökerének kérgéből vonták ki hagyományosan az alkannapirosító néven ismert festékanyagot, amit főként különböző élelmiszerek (étolaj, likőr) és kozmetikumok (ajak- és hajkenőcs) színezésére használtak.